# برص الحوائط
برص الحوائط (باللاتينية: Tarentola) (بالإنجليزية: wall geckos)‏ ، هو جنس ينتمي إلى (فصيلة: Gekkonidae) .

## أنواع مختارة
- برص خشن الجلد (الاسم العلمي: Tarentola mauritanica)
- برص أبو اربع نقط (الاسم العلمي: Tarentola annularis)
- برص قطارة (الاسم العلمي: Tarentola mindiae)